# 동기의 불법
동기의 불법이란 법률행위 자체는 사회질서에 반하지 않지만 그 동기가 선량한 풍속 기타 사회질서에 위반하는 경우 그 법률행위를 무효로 볼 것인가에 관한 문제를 말한다.

## 학설
- 표시설
- 상대방인식가능설
- 비교형량설

## 판례
동기표시설이 기본적인 태도이면서 표시되거나 상대방에게 알려진 동기는 법률행위의 내용에 포함되어 무효라고 판시하고 있다.